# 杜蒂瓦

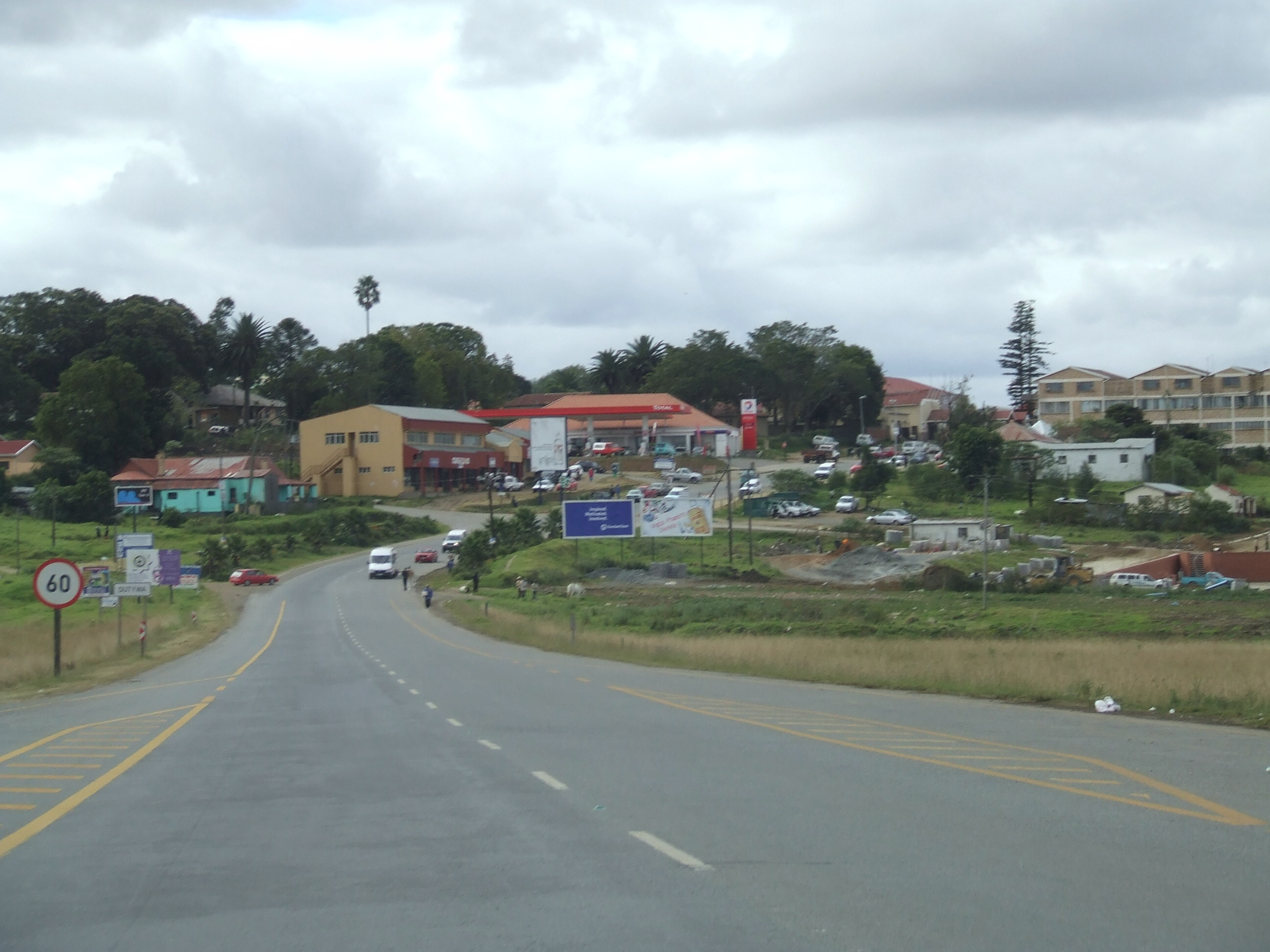
杜蒂瓦

杜蒂瓦是南非的城鎮，位於該國東部，由東開普省負責管轄，面積80.35平方公里，距離巴特沃斯35公里，是前總統塔博·姆貝基的出生地，2001年人口5,513，人口密
度每平方公里69人。